# SNCASO SO.8000 Narval
Le SNCASO SO 8000 « Narval » est un avion expérimental conçu par le constructeur français SNCASO en 1949 à la demande de l'Aéronavale qui souhaitait un chasseur lourd capable d'évoluer à partir d'un porte-avions, notamment pour effectuer des missions d'attaque au sol. 

## Développement
Après la guerre, la SNCASO débuta la conception d'un chasseur embarqué à long rayon d'action et le proposa à la Marine nationale. Un marché fut alors passé pour deux appareils le 31 mai 1946 (no 5161/46). À l'origine, les prototypes devaient recevoir un moteur Rolls-Royce Griffon, tandis que les appareils de série seraient équipés d'Hispano-Suiza 12Z, cependant le coût du moteur Griffon et les retards de développement du 12Z, firent que les prototypes reçurent un Arsenal 12H-02 (copie du Junkers Jumo 213A allemand),.
En mars 1948, la Marine envisagea de commander de 5 exemplaires de présérie et de 65 exemplaires de série à livrer entre septembre 1949 et mars 1951. Ils devaient remplacer les SDB Dauntless du porte-avions Arromanches,.
En octobre 1948, la SNCASO proposa à la Marine de développer une version à réaction de son appareil, projet baptisé SO.8010. Cependant la Marine avait déjà sélectionné trois autres projets de chasseur à réaction et refusa,.
Les deux appareils furent construits mais à cause de modifications effectuées au cours de la construction le prototype numéro 2 fut prêt en premier. Après quatre mois d'essais au sol et de roulages, il effectua finalement son premier vol aux mains de Jacques Guignard, le 1er avril 1949 sur la base d'Orléans-Bricy, avec un an de retard,. Il s'ensuivit huit mois d'essai pour la mise au point qui révélèrent de nombreux défauts au point que l'appareil fut interdit de vol en décembre 1949. Ses qualités de vol étaient jugées dangereuses en particulier dans les phases de basse vitesse et d'atterrissage, ses performances étaient très insuffisantes et son moteur manquait de fiabilité. Le bilan établit par le Centre d'essais en vol en janvier 1950 fut accablant,.
Le prototype numéro 1 effectua son premier vol le 30 décembre 1950,. Les Services officiels informèrent la SNCASO que les deux prototypes devaient être remis à leur utilisateur dans un délai de trois mois mais qu'aucune commande n'était à envisager. Le programme fut alors abandonné. En effet les performances n'étaient pas au rendez-vous. Les avions à hélices étaient devenus obsolètes, en comparaison des chasseurs à réaction utilisés par les autres nations. Le prototype numéro 2 effectua son 43e et dernier vol le 5 janvier 1950 tandis que le numéro 1 ne revola pas. En avril 1950 le marché était en cours de liquidation aux torts de l'industriel. La SNCASO réussit à se faire payer environ trois quarts du coût des deux appareils (357 millions de francs).

## Caractéristiques
Reprenant le plan bipoutre alors en vogue chez les chasseurs de l'époque, comme le De Havilland Vampire ou le Saab J-21, auquel il fait penser, le Narval était propulsé de manière originale par deux hélices contrarotatives propulsives situées à l'arrière de l'appareil. Les ailes étaient placées en position basse et possédaient un profil laminaire. Le bord d'attaque était en double flèche (24° au centre, 13,5° à l'extérieur). Le bord de fuite recevait des volets Fowler sur toute l'envergure. Le fuselage de section ovoïde recevait de l'avant vers l'arrière : les canons, le cockpit équipé d'un siège éjectable qui offrait au pilote une excellente visibilité, les réservoirs, le radiateur et enfin le moteur. L'appareil reposait sur un train d'atterrissage tricycle rétractable. La jambe avant se repliait vers l'arrière tandis que le train principal se repliait vers l'intérieur dans l'épaisseur de la voilure. Afin de gagner de la place dans le hangar du porte-avions, l'avion pouvait adopter une position « agenouillée » en repliant partiellement sa jambe avant pour que les avions ainsi inclinés puissent s'imbriquer les uns dans les autres. Par ailleurs, en tant qu'appareil embarqué, les demi-voilures devaient pouvoir se replier électriquement et une crosse d'appontage devait être installée.
L'armement du Narval devait consister en six canons MG 151 de 20 mm superposés par trois de chaque côté du nez et une tonne de bombes ou huit roquettes de 90 mm. Un radar et des équipements radio devaient être installés dans les carénages à l'avant des poutres.
L'avion était propulsé par un moteur Arsenal 12H-02 (future SNECMA) délivrant 2 250 chevaux (sur le second prototype) copie d'un moteur allemand Junkers Jumo 213 récupéré après la guerre par les ingénieurs français. Il entraînait un doublet d'hélices quadripales contrarotatives Chauvière de 2,7 m de diamètre. Sa vitesse maximale était de 730 km/h, son plafond pratique de 10 000 m, son autonomie maximum de 4 500 km à 530 km/h, et il devait pouvoir atterrir à 155 km/h. Il n'est pas certain que ces performances théoriques aient été atteintes, de même qu'il semble qu'aucun des deux prototypes n'ait volé avec son armement.

## Sources
- Jean Cuny, Les Avions de combat français : 1944 – 1960, t. I : Chasse – Assaut, Paris, Éditions Larivière, coll. « Docavia » (no 28), 1988, 289 p., p. 245-248
- www.avionslegendaires.net
- www.avionsmilitaires.net
- Roland de Narbonne, « Il y a 60 ans : avril 1949, dans l'aéronautique française. Grandes ambitions, grandes déceptions », Le Fana de l'Aviation, no 473,‎ avril 2009, p. 70-71.